# Teatro romano de Sagunto
Teatro romano de Sagunto är en amfiteater i Spanien.   Den ligger i provinsen Província de València och regionen Valencia, i den östra delen av landet, 300 km öster om huvudstaden Madrid. Teatro romano de Sagunto ligger 105 meter över havet.
Terrängen runt Teatro romano de Sagunto är platt österut, men västerut är den kuperad.Runt Teatro romano de Sagunto är det tätbefolkat, med 411 invånare per kvadratkilometer. Närmaste större samhälle är Sagunto, 1,2 km nordost om Teatro romano de Sagunto. Trakten runt Teatro romano de Sagunto består till största delen av jordbruksmark.